# Episodi de I Borgia (serie televisiva francese) (seconda stagione)
La seconda stagione della serie televisiva I Borgia, composta da dodici episodi, è stata trasmessa in Francia per la prima volta dall'emittente Canal+ dal 18 marzo al 22 aprile 2013.
In Italia, la stagione è andata in onda in prima visione sul canale satellitare Sky Cinema 1 dal 13 settembre al 18 ottobre 2013.
In Germania è stata trasmessa dal 30 settembre al 13 ottobre 2013 da ZDF.
| nº | Titolo originale          | Titolo italiano           | Prima TV Francia | Prima TV Italia   |
| -- | ------------------------- | ------------------------- | ---------------- | ----------------- |
| 1  | The Time of Sweet Desires | Presagi                   | 18 marzo 2013    | 13 settembre 2013 |
| 2  | Ash Wednesday             | Il Mercoledì delle Ceneri | 18 marzo 2013    | 13 settembre 2013 |
| 3  | Palm Sunday               | La Domenica delle Palme   | 25 marzo 2013    | 20 settembre 2013 |
| 4  | Pax Vobiscum              | Pax Vobiscum              | 25 marzo 2013    | 20 settembre 2013 |
| 5  | Ascension                 | Ascensione                | 1º aprile 2013   | 27 settembre 2013 |
| 6  | Pentecost                 | Pentecoste                | 1º aprile 2013   | 27 settembre 2013 |
| 7  | The Blessed Trinity       | La Santissima Trinità     | 8 aprile 2013    | 4 ottobre 2013    |
| 8  | A Morality Play           | Il gioco della moralità   | 8 aprile 2013    | 4 ottobre 2013    |
| 9  | Transfiguration           | Trasfigurazione           | 15 aprile 2013   | 11 ottobre 2013   |
| 10 | The Assumption            | Assunzione                | 15 aprile 2013   | 11 ottobre 2013   |
| 11 | The Seven Sorrows         | I sette dolori            | 22 aprile 2013   | 18 ottobre 2013   |
| 12 | Who Is Like God?          | Chi è come Dio?           | 22 aprile 2013   | 18 ottobre 2013   |